# Muhammet Emin Akbaşoğlu
Muhammet Emin Akbaşoğlu (Estambul, Turquía, 6 de octubre de 1968) es un abogado y político turco, que se desempeñó como miembro de la Asamblea Nacional de Turquía.

## Biografía
Muhammet Emin Akbaşoğlu nació en Gaziosmanpaşa, Estambul. Realizó sus estudios primarios en su población natal, para completar los estudios secundarios en la Küçükköy Imam Hatip. Se graduó en 1992 de la Facultad de Derecho de la Universidad de Estambul.
Después de las elecciones del 27 de marzo de 1994, trabajó como secretario privado e inspector general en el municipio de Gaziosmanpaşa, y como asesor legal en el Instituto de Medicina Forense desde 2003.
En 2011, fue nombrado vicepresidente del Instituto de Medicina Forense. Participó en la organización del Congreso Internacional de Medicina Forense (IALM) en 2012. Se desempeñó como miembro de la junta ejecutiva en el Enhanced Expertise System Projecty de la Junta Provincial de Estambul del Centro de Investigaciones Económicas y Sociales (ESAM). Fue elegido diputado de la Asamblea Nacional en las 25° y 26° legislatura; en la Asamblea se desempeñó como secretario miembro de la Comisión Constitucional. Es el vicepresidente del Partido de la Justicia y el Desarrollo.
Akbaşoğlu, que habla inglés y árabe, está casado y tiene dos hijos.